# Austrothaumalea gibbsi
Austrothaumalea gibbsi är en tvåvingeart som beskrevs av Mclellan 1988. Austrothaumalea gibbsi ingår i släktet Austrothaumalea och familjen mätarmyggor. Inga underarter finns listade.